# Graphis elegans
Graphis elegans är en lavart som först beskrevs av Borrer ex Sm., och fick sitt nu gällande namn av Erik Acharius. Graphis elegans ingår i släktet Graphis och familjen Graphidaceae.   Inga underarter finns listade i Catalogue of Life.